# Echoes, Silence, Patience & Grace
Echoes, Silence, Patience & Grace – szósty album studyjny rockowego zespołu Foo Fighters, wydany 25 września 2007. Uzyskał status złotej płyty w Stanach Zjednoczonych, platynowej płyty w Kanadzie oraz podwójnej platynowej płyty w Wielkiej Brytanii i Australii. Album zajął 45. miejsce na liście The Top 50 Albums of 2007 według magazynu Rolling Stone. W 2007 wydawnictwo zdobyło również nagrodę Grammy w kategorii Best Rock Album. 

## Lista utworów
1. "The Pretender" - 4:29
2. "Let It Die" - 4:05
3. "Erase/Replace" - 4:13
4. "Long Road to Ruin" - 3:44
5. "Come Alive" - 5:10
6. "Stranger Things Have Happened" - 5:21
7. "Cheer Up, Boys (Your Make Up Is Running)" - 3:41
8. "Summer's End" - 4:37
9. "The Ballad of the Beaconsfield Miners" - 2:32
10. "Statues" - 3:47
11. "But, Honestly" - 4:35
12. "Home" - 4:53

## Listy przebojów
| Lista przebojów (2007) | Pozycja |
| ---------------------- | ------- |
| ARIA Charts            | 1       |
| UK Albums Chart        | 1       |
| Canadian Albums Chart  | 1       |
| RIANZ                  | 1       |
| Irish Albums Chart     | 2       |
| Schweizer Hitparade    | 2       |
| Billboard 200          | 3       |
| Media Control Charts   | 3       |
| Finland Albums Chart   | 7       |
| Sverigetopplistan      | 9       |